# Kálmán, Vua của Hungary
Kálmán Uyên bác, còn được gọi là Người yêu sách  hay Người ham đọc (tiếng Hungary: Könyves Kálmán ; tiếng Croatia: Koloman; tiếng Slovak: Koloman Učený; k. 1070 – 3 tháng 2 năm 1116) là Vua của Hungary từ năm 1095 và Vua của Croatia từ năm 1097 cho đến khi qua đời.